# Anneau vaginal
 (septembre 2012).
Si vous disposez d'ouvrages ou d'articles de référence ou si vous connaissez des sites web de qualité traitant du thème abordé ici, merci de compléter l'article en donnant les références utiles à sa vérifiabilité et en les liant à la section « Notes et références ».
L'anneau vaginal ou anneau contraceptif est un système d'administration de médicaments assurant une libération contrôlée à longue durée d'action d'un ingrédient pharmaceutique actif pour des effets systémiques ou localisés. Actuellement (2022), c'est surtout un moyen de contraception féminin de troisième génération. Il s'agit d'un anneau en plastique poreux, d'un diamètre d'environ 6 cm, qui s'insère au niveau du vagin. 
L'effet contraceptif ou de lutte contre certains effets de la ménopause est obtenu par le type de progestatif utilisé. L'anneau diffuse progressivement, pendant une durée de trois semaines pouvant aller jusqu'à 35 jours, la dose nécessaire d'hormones (progestatif et œstrogène). De toutes les méthodes contraceptives avec combinaison d'hormones, il s'agit de la méthode en contenant le moins. Cela explique qu'il y ait moins d'effets négatifs ressentis et que ce soit la seule méthode contraceptive mensuelle disponible sur le marché. 

## Intérêts, enjeux
Les modèles disponibles ne protègent pas des infections sexuellement transmissibles (comme tous les moyens contraceptifs, hors préservatifs masculin et féminin ainsi que l'abstinence sexuelle), mais en 2022, des chercheurs envisagent des anneaux qui pourraient aussi délivrer un médicament préservant du VIH/SIDA.
Alors qu'en 2014 dans le monde 44 % de grossesses sont encore non-désirées, et qu'on estime à 870 000 le nombre de cas annuels d'infection à VIH chez les femmes et filles, avec 295 000 décès maternels par an. L'intérêt pour les anneaux contraceptifs va croissant. On sait par ailleurs que les méthodes contraceptives à action plus longue connaissent moins d'échecs en matière de santé sexuelle et reproductive. 
L'anneau permet une protection à longue durée d'action contre les risques pour la santé sexuelle et reproductive et, contrairement aux implants ou aux dispositifs intra-utérins (DIU), les femmes peuvent facilement initier ou stopper son utilisation sans impliquer un spécialise en santé.

## Composition
En 2018, il n'existe qu'une seule spécialité d’anneau vaginal commercialisée sur le marché et sa vocation est uniquement contraceptives , conditionnée en boites contenant soit un soit trois anneaux.
Chaque anneau contient deux hormones :
1. Éthinylestradiol : un œstrogène ;
2. Etonogestrel: un progestatif.

C'est donc une contraception estrone-progestative (comme la plupart des contraceptifs oraux).
L'anneau libère ces deux hormones à raison de 15 μg d'éthinylestradiol et 120 μg d'etonogestrel par 24 heures.
Des anneaux délivrant des antiviraux ou d'autres médicament sont aussi à l'étude ou utilisés dans certains pays à la fin des années 2010 et au début des années 2020.

## Fonctionnement

### Effet contraceptif
Il combine les trois mécanismes contraceptifs de la contraception hormonale :
1. blocage de l'ovulation ;
2. épaississement de la glaire cervicale, empêchant le passage des spermatozoïdes vers l’utérus et les tubes utérins (trompes de Fallope) ;
3. et réduction de l'épaisseur de l'endomètre (paroi intérieure de l'utérus) rendant impossible la nidation de l’embryon[10].

L'indice de Pearl pour cette contraception est de 0,3 en cas d'utilisation optimale. On observe en réalité que cet indice avoisine 8.

### Effet antiviral (en cours de développement)
Certains anneaux sont prévus pour aussi délivrer de la dapivirine.

## Utilisation

### Rythme d'administration
Avant la première utilisation, il faut s'assurer de l’absence de grossesse en cours. C'est la raison pour laquelle on insère en général l'anneau le jour 1 du cycle, c'est-à-dire le premier jour des règles. La contraception est efficace 7 jours après la première insertion. L'utilisation d'un préservatif est donc nécessaire pendant cette période. L'anneau reste en place pendant 21 jours en continu. Il doit ensuite être retiré pour permettre la survenue d'hémorragies de privation. Un nouvel anneau est remis en place 7 jours plus tard, que les saignements soient terminés ou non.
Comme avec les contraceptifs oraux, il est possible de l'utiliser en continu. Un nouvel anneau est inséré immédiatement après le retrait du précédent (21 jours après la pose), ce qui permet à la femme de ne pas avoir de saignements ce mois-là. Contrairement à la croyance répandue, il n'y a aucun danger à l'utiliser en continu. Cependant, après quelque temps (variable selon la femme), des hémorragies de privation peuvent tout de même se produire. Il est alors recommandé d'enlever l'anneau à la date prévue et de laisser 7 jours de pause avant d'en remettre un nouveau.

### Mode d'emploi
Choisir une position confortable pour insérer l'anneau dans le vagin. L'anneau peut être inséré avec ou sans applicateur. Sans applicateur, pincer l'anneau entre 2 doigts et l'insérer dans le vagin jusqu'à ce qu'aucune gêne ne soit perçue. Avec l'applicateur, insérer l'anneau dans l'applicateur par l'ouverture du cylindre. Introduire ensuite l'applicateur dans le vagin et pousser doucement sur le piston (comme pour un tampon). Une fois, l'anneau mis en place, retirer l'applicateur et le jeter. Pour des explications détaillées, se reporter à la notice fournie dans l'emballage.
L'anneau peut être expulsé accidentellement s'il n'a pas été correctement mis en place, ou lors du retrait d'un tampon, des rapports sexuels ou des poussées pour aller à la selle en cas de constipation. Il est recommandé de vérifier régulièrement la présence de l'anneau, notamment après un rapport sexuel. Si l'anneau est resté hors du vagin moins de 3 heures, le rincer à l'eau froide ou tiède (pas chaude), puis le réinsérer immédiatement. S'il est resté hors du vagin depuis de plus de 3 heures, l'efficacité contraceptive peut être diminuée. Il faut alors utiliser un préservatif pendant 7 jours.

### Confort, sexualité
Selon une revue d'études (2022), 92,9 % jugent qu'il ne gêne pas leur confort ; 90 % jugent qu'il est facile à utiliser 90,9 % ; 95 % IC 86,5, 94,0) et (82,7 % le trouvent confortable même lors des rapports sexuels.
La plupart des femmes (et leurs partenaires) ne ressentent pas sa présence, en quelque occasion que ce soit et une étude publiée en 2014 a conclu, d'après les données alors disponibles, qu'après une phase d'habituation, l'utilisation de l'anneau vaginal pourrait améliorer la fonction sexuelle et la qualité de vie des femmes.

## Prise en charge
En France, ce moyen de contraception n'est actuellement pas remboursé par la sécurité sociale, bien qu'il présente l'avantage d'éviter l'oubli qui peut survenir lors la prise quotidienne de la pilule. Par contre, il est maintenant remboursé au Québec.

## Avantages
Ce moyen de contraception est relativement facile à utiliser, maitrisé par la femme, et les troubles gastro-intestinaux n'ont plus d'influence sur l'efficacité de la contraception, car les hormones passent directement par la muqueuse vaginale, très vascularisée. 
Les hormones bloquent l'ovulation et empêchent également le passage des spermatozoïdes. Le taux d'hormones est constant, sans pics.
Un anneau de type NuvaRing ne fait pas plus changer de poids qu'un contraceptif oral combiné (COC) contenant 30 µg d'éthinylestradiol et 3 mg de drospirénone, et ces changements sont faibles. L'utilisation de l'anneau induit plutôt moins de saignements intermenstruels et de saignotements ; et les saignements intentionnels sont significativement meilleurs pour tous les cycles avec NuvaRing.

## Effets secondaires et inconvénients possibles
Ce sont l'acné, des douleurs abdominales et à la poitrine, des allergies à la levure, d'éventuelles démangeaisons vaginales, troubles de l'humeur, maux de tête, hypersensibilité des seins ou des nausées.
Certaines femmes peuvent trouver l’anneau vaginal gênant lors de rapports sexuels ou craignent que leur partenaire le sentent et en soient gênés. Selon une revue d'étude, les nouvelles utilisatrices ne sont pas familiarisées avec le concept de l'anneau et ont des préoccupations initiales sur la méthode (avec des questions concernant souvent son insertion et son retrait), sur l'hygiène et/ou sur l'inconfort ressenti à devoir elles-mêmes toucher leur vagin (inconfort généralement surmontées avec le temps). D'autres questions portent sur son utilisation et l'arrêt de cette utilisation et/ou sur ses propriétés et ses caractéristiques.

## Vers d'autres usages...

### Traitement des atrophies urogénitales d'origine hormonale
La délivrance locale (dans le vagin) d'œstrogènes se montre plus efficace que les application systémiques contre les symptômes urogénitaux de déficience hormonale liés à la ménopause. À la fin des années 1990, deux études randomisées avaient porté sur l'efficacité, l'innocuité et l'acceptabilité d'un anneau vaginal en silicone délivrant de l'œstradiol (comparé à l'utilisation de suppositoires d'estriol). La première étude a conclu à une efficacité était équivalente, mais avec une acceptation meilleure pour l'anneau vaginal. La seconde étude (contrôlée en double aveugle par placebo), a conclu à une amélioration statistiquement significative des valeurs de pH et de maturation de l'épithélium vaginal (par rapport à un « anneau placebo ».

### Lutte contre le sida
Les anneaux vaginaux peuvent aussi délivrer des médicaments à action prolongée, dont pour la prévention du VIH (dapivirine) ; 
En mars 2021, l'OMS a publié des orientations concernant un anneau délivrant de la dapivirine pour la prévention du VIH, anneau inclus sur la liste de préqualification des médicaments en novembre 2020. L'OMS a ensuite (en janvier 2021) recommandé l'anneau de dapivirine comme option supplémentaire de prévention du VIH pour les femmes risquant significativement de rencontrer le virus du SIDA,. 

L'Agence européenne des médicaments a de son côté rendu un avis positif sur l'anneau de dapivirine en juillet 2020. 
Depuis août 2021, un anneau de dapivirine est approuvé au Zimbabwe et il est en 2022 en cours d'examen réglementaire aux États-Unis [9] et dans plusieurs pays d'Afrique subsaharienne,. 
Des essais cliniques concernent aussi des anneaux protégeant la santé sexuelle et la santé reproductive contre de multiples risques (dont grossesses non désirées et VIH).
Un large développement de cet usage impliquerait toutefois de préalablemen résoudre l'hésitation initiale des nouvelles utilisatrices. Une revue de 123 études (ayant concerné 40 434 utilisatrices réelles et hypothétiques de l'anneau) publiées entre janvier 1970 elle 15 juin 2021, ainsi qu'une méta-analyse ont trouvé un bon niveau d'acceptation chez les utilisatrices d'anneaux vaginaux, pour toutes les indications et dans toutes les zones géographiques, mais une faible acceptabilité hypothétique chez les non-utilisatrices. 
Une étude a montré que 75% d'un panel de 187 femmes du Malawi, d'Afrique du Sud, de l'Uganda et du Zimbabwe (dont 37 % avaient entre 18 et 21 ans quand elles sont entrées dans le panel ASPIRE) présentaient des taux de médicament suggérant une utilisation incohérente de l'anneau tout au long du suivi ASPIRE. Elles disaient adhérer à cette technique de contraception et antivirale, mais tout en citant des cas réguliers de retrait de l'anneau (par exemple, pour les rapports sexuels ou les règles). Les femmes adhérant le moins à la méthode disaient plus souvent craindre que les partenaires s'opposent à l'anneau ou le ressentent pendant les rapports sexuels. Celles qui appréciaient la méthode citaient des motivations altruistes à l'utilisation de l'anneau. Les femmes de tous âges estimaient que les jeunes adhéraient moins à la méthode en raison de leur tendance à être moins « sérieuses » à propos de l'avenir, de la prévention du VIH et de l'étude ; les plus jeunes seraient surtout motivé par l'intérêt contraceptif de l'anneau.

## Contre-indications
L'anneau vaginal ne doit pas être utilisé dans un certain nombre de cas (l’anneau vaginal Nuvaring a été associé à un risque de thrombose veineuse au moins identique à celui observé chez les utilisatrices des COEP de 2e génération)